# Elymandra gossweileri
Elymandra gossweileri är en gräsart som först beskrevs av Otto Stapf, och fick sitt nu gällande namn av Clayton. Elymandra gossweileri ingår i släktet Elymandra och familjen gräs. Inga underarter finns listade i Catalogue of Life.